# Traute von Kaschnitz
Traute von Kaschnitz – Künstlernamen: Puck und Traute Becker – (* 12. Juli 1918 in Scheibbs als Waldtraud Stefanie Maria Kaschnitz-Weinberg; † 14. Juli 1996 in Zollikerberg, Schweiz) war eine österreichische Malerin, Grafikerin und Buchillustratorin.

## Leben
Traute von Kaschnitz wurde am 12. Juli 1918 als Tochter des im Staatsdienst befindlichen Finanzrechnungsbeamten Karl Hans Maria Kaschnitz Edler von Weinberg (* 26. Juni 1881 in Wien; † 2. September 1963 ebenda) und dessen Ehefrau Maria Karolina Philomena (geborene Wodniansky; * 29. März 1888) in Scheibbs geboren und am 4. August 1918 auf den Namen Waldtraud Stefanie Maria getauft. Ihre Eltern hatten am 23. April 1906 in der Pfarre Wien-Neulerchenfeld geheiratet. Der Vater war unter anderem Oberrechnungsrat der Bezirkssteuerbehörde Scheibbs und wurde als solcher Anfang des Jahres 1923 in den Ruhestand versetzt. Zur selben Zeit eröffnete er im Haus Scheibbs Nr. 126 ein eigenes Büro für Steuerberatung.
Kaschnitz studierte von 1933 bis 1938 an der Wiener Kunstgewerbeschule. Zu ihren Lehrern zählten Albert Paris Gütersloh (1933 und 1934 Studium der menschlichen Gestalt, in der Allgemeinen Abteilung), Josef Hoffmann (1934 und 1935 in der Werkstätte für Emailarbeiten), Viktor Schufinsky (1934 und 1935 in der Allgemeinen Abteilung Naturstudium), Paul Krinig (1935 und 1936 in der Werkstätte für Druckverfahren) und Eduard Josef Wimmer (von 1935 bis 1938 in der Werkstätte für Mode).
Von 1946 bis 1949 illustrierte sie Artikel in den British Morning News, einer Zeitung der Alliierten in Österreich, die von 1945 bis 1949 erschien. Ab 1949 zeichnete Traute von Kaschnitz auch für die Humor- und Satirezeitschrift Der Kiebitz, anfänglich ohne Namensnennung, später unter ihrem Künstlernamen Puck. Die Künstlerin arbeitete auch unter dem Namen Traute Becker. Am 24. Mai 1949 ging sie in Wien (in zweiter Ehe) eine Zivilehe ein. Bis 1956 lebte Traute von Kaschnitz in Wien, übersiedelte dann in die Schweiz und heiratete am 15. Mai 1956 in Zürich den Grafiker Fritz Reck. 1958 kam die Tochter Renée zur Welt. Gemeinsam arbeitete das Ehepaar für Bally, Löw, Raichle und andere Auftraggeber. Nach dem Einsetzen der Fotografie wurden die Aufträge für Illustrationen spärlicher und Traute von Kaschnitz eröffnete im eigenen Haus eine Boutique mit Antiquitäten. Aufgrund der Scheidung 1975 wurde die Boutique geschlossen und eine feste, zusätzliche Verdienstmöglichkeit gesucht. Nach ihrer Pensionierung konnte sie sich wieder ganz aufs Zeichnen und Malen konzentrieren. Auch nahm Traute von Kaschnitz nun an Ausstellungen teil. Dies begann 1982 mit einer Einzelausstellung in der Privatklinik Bircher Benner, Zürich und endet erst kurz vor ihrem Tod. Nach ihrem Tod fanden noch zwei Gedenkausstellungen statt.
2004 widmete ihr die Basler Galerie Noodelbärg eine Ausstellung mit Aquarellen, Mischtechnik und Zeichnungen von Kaschnitz.

## Werk
Kaschnitz ist bekannt für ihre Buchcover und Illustrationen für verschiedene Bücher; dazu gehören:
- James Gorden. Vienna in Pieces. Cover und Illustration. Wien: Verlag ISB, 1948.
- Austria at Random. Illustration. 1949
- Der Kiebitz. Illustration.1949
- Parnass und Pegasus. Cover und Illustration. 1951
- Englisch in 30 Tagen. Illustration. 1952
- Moderne Küche für jedermann. Cover und Illustration. 1952
- Marianne. Cover. 1952
- Ich bin Jung. Cover und Illustration. 1953
- Unser Baby. Illustration. 1953
- Unser Kind. Illustration. 1954
- Mädchen ohne Mann. Cover. 1954
- Haushalten. Cover und Illustration. 1955
- Jone und der blaue Prinz. Cover und Illustration. 1958
- Mama und ich. Cover. 1959
- Meine Mutter ist berühmt. Cover. 1960
- Brigitta such ihren Weg. Cover. 1961
- Nur ein Jahr. Cover. 1962

Arbeiten in der Schweiz
- 1980 Titelblatt für Zolliker Geschäftsberichte und Gutsrechnungen
- 1990 Aktkalender, erschienen im Kunstverlag Weingarten
- 1990 Cover und Artikel für Zolliker Jahrheft

Einzelausstellungen
- 1983 Galerie des ACS; Zürich
- 1983 Privatgalerie Fredi und Marianne Landolt, Zollikon
- 1984 Galerie Edward Baumberger, Zürich
- 1984 Imaka Galerie, Zürich
- 1985 Kur- und Kneipphotel, Passugg
- 1987 Galerie Noodlebärg, Basel
- 1989 Galerie Noodelbärg, Basel
- 1989 Eröffnung Winterthur-Versicherung in Zollikon
- 1989 Gemeindehaus Zollikon
- 1991 Galerie Noodlebärg, Basel, zusammen mit der Tochter Renée Reck
- 1992 Milchhütte in Zumikon
- 1993 Galerie Noodlebärg, Basel
- 1995 Galerie Noodlebärg, Basel
- 1998 Galerie Noodlebärg, Basel – Gedenkausstellung

Gruppenausstellungen
- 1978 Zolliker Künstler, Zollikerberg
- 1982 Privatklinik Bircher Benner, Zürich
- 1982 Zolliker Künstler, Zollikerberg
- 1985 Galerie Tuchfabrik, Wädenswil
- 1987 Zolliker Künstler, Zollikon
- 1988 Galerie Schörli-Hus AG, Dübendorf
- 1988 Sommerausstellung Galerie Noodlebärg
- 1989 Galerie Vita, Bern
- 1989 Kunstschaffen Bezirk Meilen, Oetwil am See
- 1991 Kunst im Fischerhus, Meilen
- 2000 Galerie Noodlebärg, Basel – Gedenkausstellung